# Sejr Volmer-Sørensen
Sejr Volmer-Sørensen (født 7. februar 1914 i Kristianstad, Sverige, død 11. maj 1982 i København) var en dansk pianist, skuespiller, revydirektør og tv-vært, der blev landskendt med programmet TV i Tivoli og indsamlingen til Ungarnshjælpen i 1957.
Sejr Volmer Sørensen var adoptivbarn hos lædergrosserer Volmer Sørensen og blev student fra Frederiksberg Gymnasium i 1932. Han blev uddannet som pianist i Paris hos Robert Casadesus og havde sin debutkoncert i Tivoli i 1934. Herefter gav han en række koncerter herhjemme og i udlandet.
Sejr Volmer-Sørensen var meddirektør ved Riddersalen i 1937-39 og direktør for Hornbækrevyen i 1942. Fra 1950 var han ansat i Danmarks Radio, hvor han blev en meget populær radio- og tv-vært i en lang række programmer som Telefonen ringer og På'en igen sammen med Christian Arhoff.
Sejr Volmer-Sørensen var konferencier ved mange Melodi Grand Prixfinaler og leverede selv en række bidrag til dansk Melodi Grand Prix. Det var fx ham, der leverede teksten til sangen "Dansevise", som Grethe og Jørgen Ingmann sejrede med i London i 1963.
Hans talenter strakte vidt: oversættelse, iscenesættelse, sang og skuespil, indtaling, forfattervirksomhed, show, reklame og parodi. Han var tillige en succesrig talentspejder, og mange kunstnere blev hjulpet i gang af ham.
Han medvirkede i en række danske film og TV-stykker og var sidst i sin karriere kendt som direktør og skuespiller ved Nykøbing Falster Revyen.
Sejr Volmer-Sørensen blev gift 21. maj 1968 med skuespilleren og sangerinden Grethe Sønck.
Han blev stedt til hvile ved de ukendtes grav på Tibirke Kirkegård,

## Sangtekster og oversættelser
- 1960 Forelsket i København (Bent Fabricius-Bjerre)
- 1962 Dyrenes Karneval (Saint-Saëns)
- 1962 Vuggevise (Kjeld Bonfils)
- 1962 Jeg snakker med mig selv (Otto Francker)
- 1963 Penge (Otto Francker)
- 1963 Dansevise (Otto Francker)
- 1966 Flagermusen (operette)
- 1968 Junglebogen (Walt Disney)
- 1969 Mini-midi-maxi-girl (Kai Ewans)
- 1970 Hjemme hos os (Kjeld Bonfils)
- 1971 Smilende Susie (Chris Andrews)
- 1971 Pas på den knaldrøde gummibåd (Bobby Schmidt)
- 1972 Velkommen til verden (Andersson/Ulvaeus)

## Filmografi
| År   | Titel                              | Rolle                          | Noter              |
| ---- | ---------------------------------- | ------------------------------ | ------------------ |
| 1955 | Mod og mandshjerte                 | bankdirektør Nikolajsen        |                    |
| 1955 | Det var paa Rundetaarn             | fortæller                      | stemme             |
| 1960 | Forelsket i København              | fortæller                      | stemme             |
| 1961 | Mine tossede drenge                | Jazzklubbens vært              |                    |
| 1966 | Nu stiger den                      | chefredaktør                   |                    |
| 1967 | Min kones ferie                    | konferencieren Simon           |                    |
| 1968 | Lille mand, pas på!                | kriminalbetjent                |                    |
| 1972 | Man sku' være noget ved musikken   | Lasses svigerfar               |                    |
| 1973 | Revykøbing kalder                  |                                |                    |
| 1976 | Familien Gyldenkål sprænger banken | Fidusbankens direktør Baghmann | kendeste filmrolle |
| 1977 | Pas på ryggen, professor!          | Gert Latours redaktør          |                    |
| 1978 | Lille spejl                        | Bents far                      |                    |
| 1978 | Hør, var der ikke en som lo?       | Vorherre / kontormanden        |                    |
| 1979 | Rend mig i traditionerne           | huslæge                        |                    |
| 1980 | Undskyld vi er her                 | politikommisær                 |                    |